# Alexander Ødegaard
Alexander Ødegaard (Førde, 13 settembre 1980) è un ex calciatore norvegese, di ruolo attaccante.

## Carriera

### Club

#### Førde e Sogndal
Ødegaard iniziò la carriera nel Førde, squadra della sua città. Nel 1999 passò al Sogndal e debuttò nella 1. divisjon il 15 settembre 1999, quando fu schierato titolare nel successo per 0-3 sul campo del Clausenengen. Il 12 settembre arrivarono le prime reti, grazie ad una doppietta siglata ai danni dello Hønefoss. L'anno successivo si impose come titolare e contribuì alla promozione nell'Eliteserien del Sogndal con 10 reti in 24 partite. La sua squadra si aggiudicò gli incontri di qualificazione alla massima divisione norvegese.
Il 16 aprile 2001 debuttò così nell'Eliteserien, quando fu impiegato come titolare nella sconfitta per 3-0 in casa dell'Odd Grenland. Il primo gol in questa divisione fu datato 29 aprile, in occasione della sconfitta per 4-1 contro il Lillestrøm. Rimase al Sogndal per le successive tre stagioni, tutte disputate nella massima serie. Il campionato 2004 fu quello della svolta a livello personale, poiché mise a segno 15 reti ma non riuscì a salvare il Sogndal dalla retrocessione.

#### Rosenborg
Nel 2005, il calciatore passò al Rosenborg, in cambio di circa 10.000.000 di corone. Debuttò con questa maglia il 17 aprile, subentrando a Thorstein Helstad nel successo per 0-1 sul campo del Bodø/Glimt. Il 1º maggio realizzò il primo gol, nel pareggio per 1-1 contro il Lillestrøm. L'esperienza in squadra fu negativa, poiché soffrì la concorrenza di Daniel Braaten e di Thorstein Helstad, non riuscendo ad andare oltre 7 presenze da titolare (e 17 complessive), con 4 reti all'attivo.

#### Viking

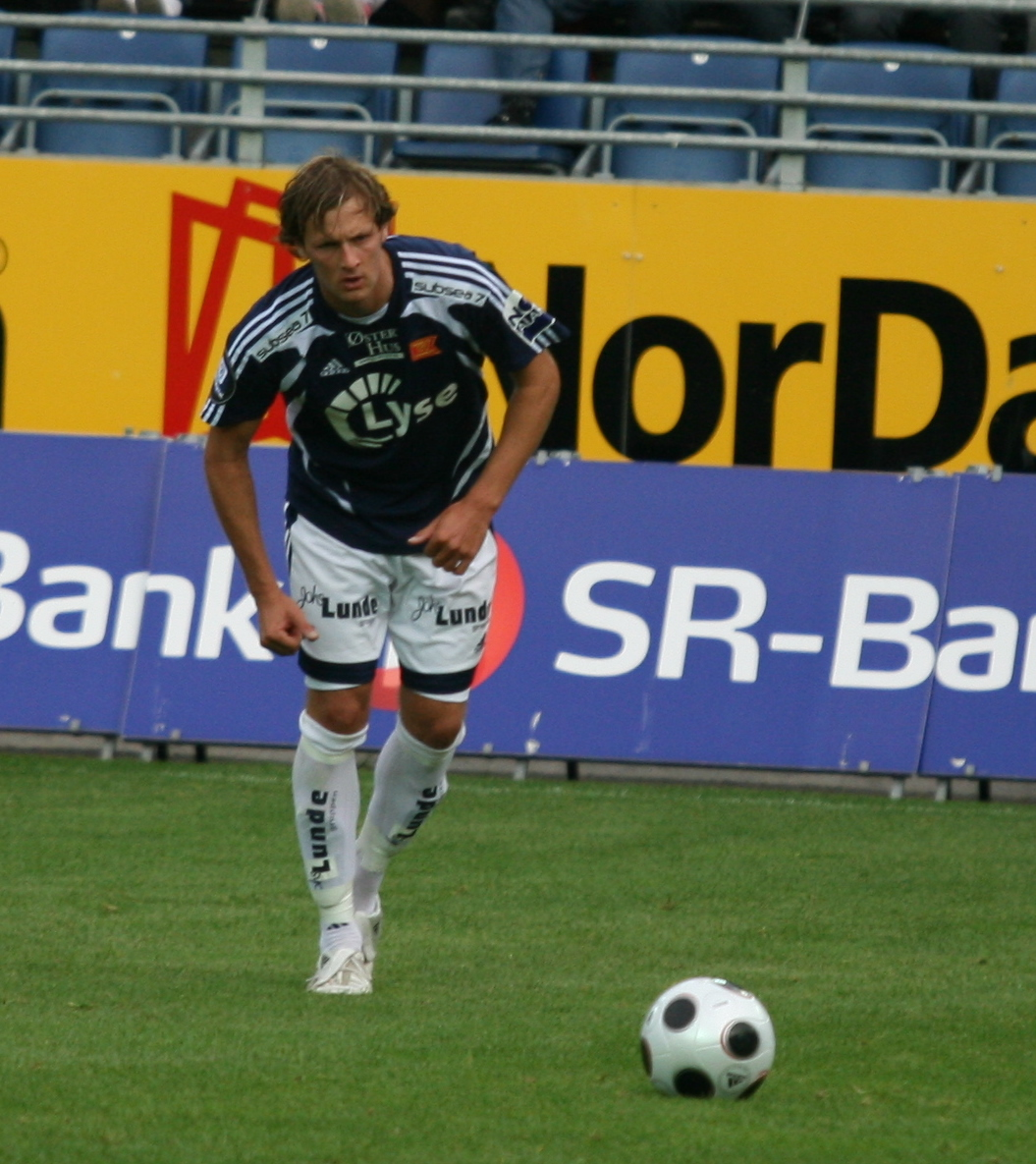
Ødegaard con la maglia del Viking.

Il 6 aprile 2006 fu ufficializzato il suo trasferimento al Viking, in cambio di 7.000.000 di corone. Esordì per la nuova squadra il 9 aprile, schierato titolare nel pareggio a reti inviolate sul campo dello HamKam. Il 29 aprile mise a referto la prima marcatura, nella sconfitta casalinga per 1-2 contro lo Start. Rimase in squadra per cinque stagioni, giocando con regolarità: totalizzò 193 apparizioni con questa maglia (amichevoli incluse) e segnò 30 reti.

#### Metz
Il 24 gennaio 2011 fu ufficializzato il suo ingaggio da parte dei francesi del Metz, compagine di Ligue 2. Ødegaard firmò un contratto della durata di due anni e mezzo e scelse la maglia numero 7. Debuttò in squadra il 5 febbraio, subentrando a Samy Kehli nel successo per 1-2 sul Vannes. Il 27 maggio segnò l'unica rete in campionato di quella stagione, nella sconfitta per 4-3 in casa dell'Evian. Il Metz riuscì a raggiungere la salvezza.

#### Ritorno al Førde
Il 1º agosto 2012, tornò al Førde].

### Nazionale
Ødegaard conta 2 presenze per la Norvegia under 21. Esordì il 4 settembre 2001, subentrando a Trond Fredrik Ludvigsen nella vittoria per 2-0 sul Galles under 21. Il 18 febbraio 2004 debuttò per la Nazionale maggiore, entrando in campo in luogo di Morten Gamst Pedersen nel successo esterno per 1-4 sull'Irlanda del Nord. Il 13 ottobre dello stesso anno, andò in rete nel 3-0 sulla Slovenia.

## Statistiche

### Presenze e reti nei club
Statistiche aggiornate al 10 aprile 2017.
| Stagione       | Club           | Campionato     | Campionato | Campionato | Coppe nazionali | Coppe nazionali | Coppe nazionali | Coppe continentali | Coppe continentali | Coppe continentali | Supercoppe | Supercoppe | Supercoppe | Totale | Totale |
| Stagione       | Club           | Comp           | Pres       | Reti       | Comp            | Pres            | Reti            | Comp               | Pres               | Reti               | Comp       | Pres       | Reti       | Pres   | Reti   |
| -------------- | -------------- | -------------- | ---------- | ---------- | --------------- | --------------- | --------------- | ------------------ | ------------------ | ------------------ | ---------- | ---------- | ---------- | ------ | ------ |
| 1998           | Førde          | 2D             | ?          | ?          | CN              | ?               | ?               | -                  | -                  | -                  | -          | -          | -          | ?      | ?      |
| 1999           | Sogndal        | 1D             | 6          | 3          | CN              | ?               | ?               | -                  | -                  | -                  | -          | -          | -          | ?      | ?      |
| 2000           | Sogndal        | 1D             | 24+2       | 10         | CN              | ?               | ?               | -                  | -                  | -                  | -          | -          | -          | ?      | ?      |
| 2001           | Sogndal        | ES             | 24         | 8          | CN              | 4               | 2               | -                  | -                  | -                  | -          | -          | -          | 28     | 10     |
| 2002           | Sogndal        | ES             | 21         | 3          | CN              | 2               | 0               | -                  | -                  | -                  | -          | -          | -          | 23     | 3      |
| 2003           | Sogndal        | ES             | 25         | 7          | CN              | 4               | 6               | -                  | -                  | -                  | -          | -          | -          | 29     | 11     |
| 2004           | Sogndal        | ES             | 25         | 15         | CN              | 3               | 0               | -                  | -                  | -                  | -          | -          | -          | 28     | 15     |
| Totale Sogndal | Totale Sogndal | Totale Sogndal | 125+2      | 46         |                 | ?               | ?               |                    | -                  | -                  |            | -          | -          | ?      | ?      |
| 2005           | Rosenborg      | ES             | 17         | 4          | CN              | 4               | 4               | UCL                | 6                  | 1                  | -          | -          | -          | 27     | 9      |
| 2006           | Viking         | ES             | 23         | 3          | CN              | 4               | 3               | -                  | -                  | -                  | -          | -          | -          | 27     | 6      |
| 2007           | Viking         | ES             | 21         | 5          | CN              | 4               | 3               | -                  | -                  | -                  | -          | -          | -          | 25     | 8      |
| 2008           | Viking         | ES             | 23         | 5          | CN              | 1               | 1               | CU                 | 4                  | 0                  | -          | -          | -          | 28     | 6      |
| 2009           | Viking         | ES             | 25         | 1          | CN              | 3               | 0               | -                  | -                  | -                  | -          | -          | -          | 28     | 1      |
| 2010           | Viking         | ES             | 25         | 2          | CN              | 4               | 0               | -                  | -                  | -                  | -          | -          | -          | 29     | 2      |
| Totale Viking  | Totale Viking  | Totale Viking  | 117        | 16         |                 | 16              | 7               |                    | 4                  | 0                  |            | -          | -          | 137    | 23     |
| gen.-giu. 2011 | Metz           | L2             | 5          | 1          | CF+CL           | 1+0             | 0               | -                  | -                  | -                  | -          | -          | -          | 6      | 1      |
| 2011-2012      | Metz           | L2             | 8          | 0          | CF+CL           | 0               | 0               | -                  | -                  | -                  | -          | -          | -          | 8      | 0      |
| Totale Metz    | Totale Metz    | Totale Metz    | 13         | 1          |                 | 1               | 0               |                    | -                  | -                  |            | -          | -          | 14     | 1      |
| ago.-dic. 2012 | Førde          | 3D             | 11         | 7          | CN              | -               | -               | -                  | -                  | -                  | -          | -          | -          | ?      | ?      |
| 2013           | Førde          | 2D             | 11         | 4          | CN              | 0               | 0               | -                  | -                  | -                  | -          | -          | -          | 11     | 4      |
| 2014           | Førde          | 2D             | 23         | 7          | CN              | 1               | 0               | -                  | -                  | -                  | -          | -          | -          | 24     | 7      |
| 2015           | Førde          | 2D             | 17         | 4          | CN              | 1               | 0               | -                  | -                  | -                  | -          | -          | -          | 18     | 4      |
| Totale Førde   | Totale Førde   | Totale Førde   | ?          | ?          |                 | ?               | ?               |                    | -                  | -                  |            | -          | -          | ?      | ?      |
| Totale         | Totale         | Totale         | ?          | ?          |                 | ?               | ?               |                    | 10                 | 1                  |            | -          | -          | ?      | ?      |

### Cronologia presenze e reti in Nazionale
| Cronologia completa delle presenze e delle reti in nazionale ― Norvegia | Cronologia completa delle presenze e delle reti in nazionale ― Norvegia | Cronologia completa delle presenze e delle reti in nazionale ― Norvegia | Cronologia completa delle presenze e delle reti in nazionale ― Norvegia | Cronologia completa delle presenze e delle reti in nazionale ― Norvegia | Cronologia completa delle presenze e delle reti in nazionale ― Norvegia | Cronologia completa delle presenze e delle reti in nazionale ― Norvegia | Cronologia completa delle presenze e delle reti in nazionale ― Norvegia |
| Data                                                                    | Città                                                                   | In casa                                                                 | Risultato                                                               | Ospiti                                                                  | Competizione                                                            | Reti                                                                    | Note                                                                    |
| ----------------------------------------------------------------------- | ----------------------------------------------------------------------- | ----------------------------------------------------------------------- | ----------------------------------------------------------------------- | ----------------------------------------------------------------------- | ----------------------------------------------------------------------- | ----------------------------------------------------------------------- | ----------------------------------------------------------------------- |
| 18-2-2004                                                               | Belfast                                                                 | Irlanda del Nord                                                        | 1 – 4                                                                   | Norvegia                                                                | Amichevole                                                              | -                                                                       | 82’                                                                     |
| 18-8-2004                                                               | Oslo                                                                    | Norvegia                                                                | 2 – 2                                                                   | Belgio                                                                  | Amichevole                                                              | -                                                                       | 85’                                                                     |
| 13-10-2004                                                              | Oslo                                                                    | Norvegia                                                                | 3 – 0                                                                   | Slovenia                                                                | Qual. Mondiali 2006                                                     | 1                                                                       | 80’                                                                     |
| 16-11-2004                                                              | Londra                                                                  | Australia                                                               | 2 – 2                                                                   | Norvegia                                                                | Amichevole                                                              | -                                                                       | 46’                                                                     |
| Totale                                                                  |                                                                         | Presenze                                                                | 4                                                                       |                                                                         | Reti                                                                    | 1                                                                       |                                                                         |